# Supercopa do Brasil 2020 (calcio a 5)
La Supercopa do Brasil 2020 è stata la 5ª edizione del torneo. La competizione si è giocata dal 25 al 29 novembre 2020.

## Squadre partecipanti
| Squadre     | Qualificazione                      |
| ----------- | ----------------------------------- |
| Pato        | Vincitore della LNF 2019            |
| Atlântico   | Vincitore della Taça Brasil 2019    |
| Corinthians | Vincitore della Copa do Brasil 2019 |

## Risultati

### Fase a girone
| Squadra     | P.ti | G | V | N | P | GF | GS | DR |
| ----------- | ---- | - | - | - | - | -- | -- | -- |
| Pato        | 4    | 2 | 1 | 1 | 0 | 4  | 3  | +1 |
| Atlântico   | 3    | 2 | 1 | 0 | 1 | 6  | 6  | 0  |
| Corinthians | 1    | 2 | 0 | 1 | 1 | 4  | 5  | -1 |

| Squadra 1   | Risultato   | Squadra 2   |
| 1ª giornata | 1ª giornata | 1ª giornata |
| ----------- | ----------- | ----------- |
| Corinthians | 3 - 4       | Atlântico   |
| 2ª giornata |             |             |
| Pato        | 1 - 1       | Corinthians |
| 3ª giornata |             |             |
| Atlântico   | 2 - 3       | Pato        |

### Semifinale
| Erechim 28 novembre 2020, ore 13:15 | Atlântico            | 3 – 3 (d.t.s.) (2-2, 3-3, 3-3) referto | Corinthians | Caldeirão do Galo |
| Tiri di rigore 3 – 4                |                      |                                        |             |                   |
|                                     |                      |                                        |             |                   |
|                                     | Tiri di rigore 3 – 4 |                                        |             |                   |

### Finale
| Erechim 29 novembre 2020, ore 11:00 | Pato                 | 1 – 1 (d.t.s.) (0-0, 0-0, 1-1) referto | Corinthians | Caldeirão do Galo |
| Tiri di rigore 4 – 5                |                      |                                        |             |                   |
|                                     |                      |                                        |             |                   |
|                                     | Tiri di rigore 4 – 5 |                                        |             |                   |